# Horizont van Slenaken
De Horizont van Slenaken is een dunne laag in de ondergrond van het Nederlandse Zuid-Limburg. De horizont is onderdeel van de Formatie van Gulpen en stamt uit het laatste deel van het Krijt (het Campanien).
Normaal gesproken ligt de Horizont van Slenaken boven op de oudere Kalksteen van Zeven Wegen en onder de jongere Kalksteen van Beutenaken, beide ook onderdeel van de Formatie van Gulpen.
De typelocatie van de Horizont van Slenaken is de Groeve Habets bij Beutenaken.